# جاكلين مارس
جاكلين مارس (بالإنجليزية: Jacqueline Mars)‏ (من مواليد 10 أكتوبر 1940) هي وريثة أمريكية. عضوة في مجلس إدارة مجموعة مارس المتحدة للمواد الغذائية بالولايات المتحدة منذ عام 1973. ٱبنة فورست مارس الأب، وحفيدة فرانكلين كلارنس مارس ، مؤسسي شركة ومصانع مارس المتحدة المنتجة للعديد من أنواع الحلوى والشوكولاتة مثل سنيكرز، مارس وغيرها.
في عام 2014، وصفت مجلة فوربس مارس المتحدة من ضمن أغنى 20 شركة أمريكية. ووفقا لقائمة هورون ريتش العالمية لسنة 2015  تحتل جاكلين مارس المرتبة 28 كأغنى شخص في العالم بثروة صافية تقدر ب$26 مليار.